# Cantó de Charleville-La Houillère
El cantó de Charleville-La Houillère és un cantó francès del departament de les Ardenes, situat al districte de Charleville-Mézières. Té 2 municipis i part del de Charleville-Mézières.

## Municipis
- Charleville-Mézières (part)
- Damouzy
- Houldizy

## Història
| Data d'elecció                           | Identitat            | Partit | Qualitat |
| ---------------------------------------- | -------------------- | ------ | -------- |
| 1973-1981                                | Jean Delautre        | PS     |          |
| 1981-1988                                | Yves Saliou          | PS     |          |
| 1988-1994                                | Marie-Thérèse Berger | PS     |          |
| 1994-2001                                | Philippe Pailla      | PS     |          |
| 2001-2008                                | Philippe Mathot      | DL     |          |
| 2008-                                    | Boris Ravignon       | UMP    |          |
| les dades anteriors no són pas conegudes |                      |        |          |
|                                          |                      |        |          |

## Demografia
| A partir de 1990: Població sense dobles comptes |